# Pat Harrison
Patricia Harrison, detta Pat (...), è un'ex tennista britannica.

## Carriera
Partecipò a Wimbledon per cinque edizioni consecutive raggiungendo gli ottavi di finale nel 1956, durante gli Internazionali d'Italia 1952 si presentò in finale eliminando sulla sua strada la più quotata Joan Curry ma venne sconfitta nell'incontro decisivo in due set da Susan Partridge.